# Ewing (Illinois)
Ewing és una població dels Estats Units a l'estat d'Illinois. Segons el cens del 2000 tenia 310 habitants.

## Demografia
Segons el cens del 2000, Ewing tenia 310 habitants, 121 habitatges, i 86 famílies. La densitat de població era de 118,5 habitants/km².
Dels 121 habitatges en un 38% hi vivien nens de menys de 18 anys, en un 57,9% hi vivien parelles casades, en un 10,7% dones solteres, i en un 28,1% no eren unitats familiars. En el 26,4% dels habitatges hi vivien persones soles el 14,9% de les quals corresponia a persones de 65 anys o més que vivien soles. El nombre mitjà de persones vivint en cada habitatge era de 2,56 i el nombre mitjà de persones que vivien en cada família era de 3,1.
Per edats la població es repartia de la següent manera: un 28,1% tenia menys de 18 anys, un 6,5% entre 18 i 24, un 26,8% entre 25 i 44, un 25,2% de 45 a 60 i un 13,5% 65 anys o més.
L'edat mediana era de 38 anys. Per cada 100 dones de 18 o més anys hi havia 85,8 homes.
La renda mediana per habitatge era de 31.000 $ i la renda mediana per família de 41.042 $. Els homes tenien una renda mediana de 36.250 $ mentre que les dones 19.821 $. La renda per capita de la població era de 14.917 $. Aproximadament el 6,8% de les famílies i el 9,3% de la població estaven per davall del llindar de pobresa.

## Poblacions més properes
El següent diagrama mostra les poblacions més properes.